# Zeppola

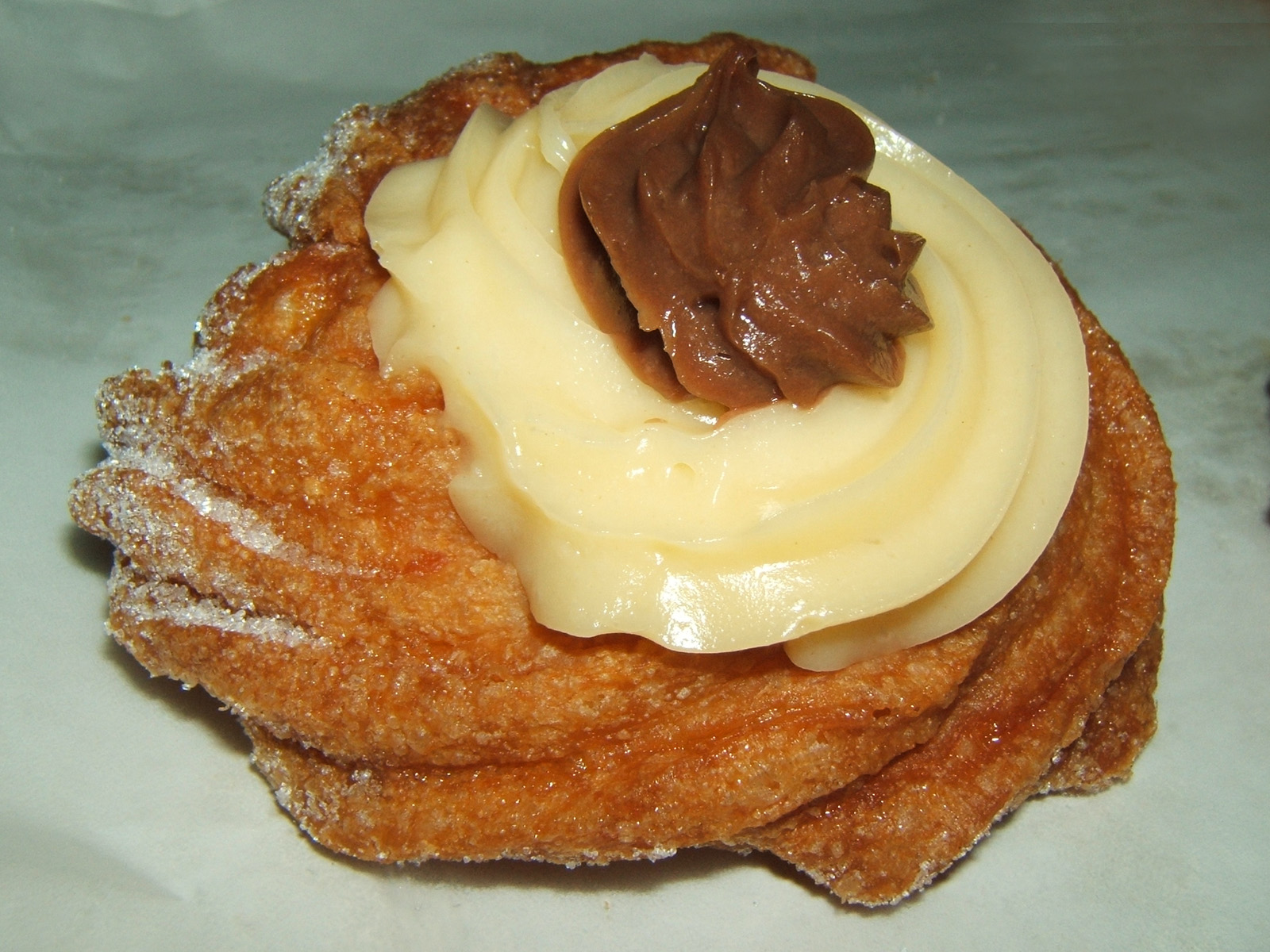
Zeppola

A zeppola (singular de zeppole) ou, alternativamente, zeppoli, bolo de São José, sfinge ou Bignè di S. Giuseppe, é um pastel de massa folha típico das regiões de Roma e Nápoles. Também servido na Sicília, o doce é um típico artigo de pastelaria da cozinha italiana
Zeppola em italiano também é o nome popular do fenômeno de pronúncia defeituosa da letra "s" conhecido tecnicamente como sigmatismo, a língua presa.